# Въоръжени сили на СССР
Съветските въоръжени сили (на руски: Вооружённые силы СССР) са въоръжените сили на РСФСР (1917 – 1922) и на СССР от 1946 до 1992 г. От създаването си през 1918 г. и до приключването на Втората световна война се наричат кратко Червена армия (1918 – 1946), след това Съветска армия (1946 – 1991). Създадени са в годините на Гражданската война и съществуват до разпадането на Съветския съюз през 1991 г. След това въоръжените сили преминават под командването на Общността на независимите държави до нейното официално разпускане през февруари 1992 г. През май 1992 г. са създадени Въоръжените сили на Руската федерация, към които се влива съветската армия на руска тгеритория, а в постсъветското пространство извън Русия са формирани множество други въоръжени сили, някои от които влизат в конфликт помежду си или се разпадат, например в Кавказ.
В английските източници под Soviet Army често се разбират само сухопътните сили, докато в литературата на руски език Советская армия се отнася до всички компоненти на въоръжените сили, включително сухопътните сили, ракетните войски, противовъздушната отбрана, военно-въздушните и въздушно-десантните сили .